# Járarákos
Járarákos falu (románul Vălișoara) Romániában Kolozs megyében.

## Nevének említése
Első írásos említése 1456-ból maradt fenn. 1839-ben, 1863-ban, 1890-ben Oláh-Rákos, Rákyis, 1873-ban, 1880-ban Rákos (Oláh-), Rátyis, 1900-ban Oláhrákos és 1920-ban Răchișul român néven említik.

## Lakossága
1850-ben a 258 fős településnek már nem volt magyar lakosa. 1992-ben 135 fős lakossága 2 fő magyar kivételével román származású volt.
Román lakosai 1850-től napjainkig többségében görögkatolikus hitűek. 1992-ben 14 fő volt ortodox és 1 fő református.

## Története
A település környéke már az őskorban lakott volt, erre utalnak a Coțofeni-kultúrából származó rézkori leletek, melyek a Brassó-Bors autópálya építés során folytatott régészeti ásatások idején kerültek elő 2004-ben.
A falu a trianoni békeszerződésig Torda-Aranyos vármegye Alsójárai járásához tartozott.